# お宮の松

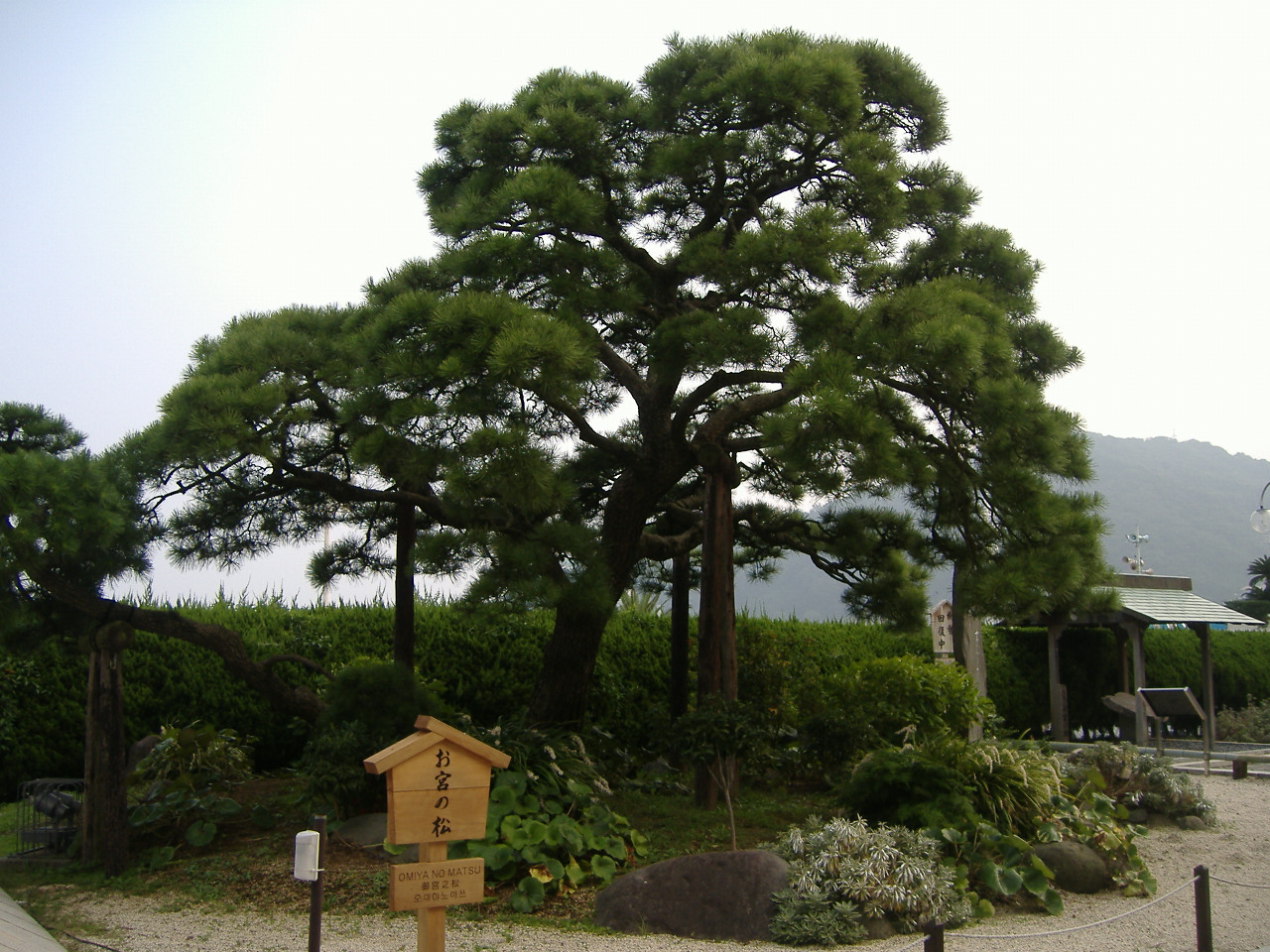
お宮の松

お宮の松（おみやのまつ）は、静岡県熱海市の東海岸町の国道135号線沿いにある松。尾崎紅葉の新聞小説『金色夜叉』の中で、間寛一とお宮の熱海海岸での別れの場面の舞台になったといわれている。初代の松は道路の中央にあり、「羽衣の松」と呼ばれていたが、1919年8月に紅葉の弟子の小栗風葉により、金色夜叉の句碑が建立されたことから、お宮の松と呼ばれるようになった。自動車の普及により、排ガスや舗装の影響で衰えたため、1966年11月に地元の熱海ホテル（当時は国際興業の傘下）の寄贈により2代目の松が植えられた。初代の松の切り株は、文化会館ロビーにある。1986年1月には熱海ロータリークラブにより、2代目松の隣に舘野弘青作の貫一・お宮の像が建立された。2代目の松も枝枯れなどの症状が見られたため、1998年より3年間、樹勢活性化作業が行われた。

## 交通
- 熱海駅より徒歩15分、または熱海港方面行きバスで約5分